# Fabien Schmidt
Fabien Schmidt (Colmar, 23 maart 1988) is een Frans wielrenner die anno 2019 rijdt voor Delko Marseille Provence.

## Carrière
In 2011 behaalde Schmidt enkele overwinningen in het amateur- en beloftencircuit. Hij werd uitgenodigd om het tweede halfjaar van het seizoen stage te lopen FDJ; destijds een Pro-continentale wielerploeg. 
In 2012 werd hij prof bij Roubaix Lille Métropole, een kleine Franse wielerploeg. Hij won direct een etappe in Mi-Août en Bretagne en werd derde in de Ronde van Limousin, waar hij eveneens het jongerenklassement op zijn naam schreef. Hij stapte na dit seizoen over naar Sojasun, maar kon hier geen potten breken en keerde in 2014 terug in het amateurcircuit.
Als amateur begon Schmidt weer wedstrijden te winnen, voornamelijk grotere amateurkoersen in Frankrijk, maar ook een etappe in de Ronde van Bretagne (2014) en het eindklassement van de Ronde van de Loire-Atlantique (2016).
In 2018 behaalde Schmidt 18 (amateur)overwinningen, waaronder het eindklassement van de Ronde van Bretagne en een etappe in de Boucle de l'Artois. Dankzij deze overwinningen kon hij in 2019 terugkeren in het profcircuit bij Delko Marseille Provence. Namens deze ploeg won hij in juni het bergklassement van de Boucles de la Mayenne.

## Belangrijkste overwinningen
2011
Parijs-Tours, Belofte
2012
3e etappe Mi-Août en Bretagne
Jongerenklassement Ronde van de Limousin
2014
7e etappe Ronde van Bretagne
2016
Eindklassement Ronde van de Loire-Atlantique
2018
Eindklassement Ronde van Bretagne
3e etappe Boucle de l'Artois
2019
Bergklassement Boucles de la Mayenne

## Ploegen
- 2011 –  FDJ (stagiair vanaf 1 augustus)
- 2012 –  Roubaix Lille Métropole
- 2013 –  Sojasun
- 2019 –  Delko Marseille Provence